# 宣德郎
宣德郎，又名宣教郎，中国古代官名。
隋煬帝大業三年（607年），始置宣德郎40人，為散官，正七品，主要任務為出使外國。唐代武德七年（624年）復置，为文官第十九阶，正七品下。宋代沿置，仍为第十九阶，正七品。北宋政和四年（1114年），以與宣德門名相同為由，曾改稱宣教郎，為從八品文臣寄祿階官，相当旧寄禄官大理寺丞、著作佐郎。元代未置此官。明朝为文职从六品中属吏材幹出身授宣德郎。清代沿置，吏员出身者从六品授宣德郎。